# 佩里鎮區 (印地安納州門羅縣)
佩里鎮區（英語：Perry Township）是位於美國印地安納州門羅縣的一個行政鎮區。

## 地方資料
根據2010年美國人口普查的數據，佩里鎮區的面積為91.90平方千米，當中陸地面積為91.60平方千米，而水域面積為0.30平方千米。當地共有人口50673人，而人口密度為每平方千米551.39人。

## 外部連結
- Indiana Township Association（页面存档备份，存于）
- United Township Association of Indiana（页面存档备份，存于）
- City-Data.com page for Perry Township （页面存档备份，存于）